# ルーシ (バラキレフ)
『ルーシ』（露: Симфоническая поэма «Русь»）は、ミリイ・バラキレフが作曲した交響詩。他のバラキレフの作品同様、完成までに数十年の長い時間を要しており、1890年ごろに一応の完成をみる。演奏時間は約15分。ニコライ・リムスキー＝コルサコフに献呈されている。

## 概要
元々は、1862年のロシア建国1000年を記念した標題交響曲『ルーシ』として構想されている。しかし、作曲の途中で、この構想は改められ、1858年作曲の『3つのロシアの主題による序曲第1番』の続編として作品は完成し、1864年に『3つのロシアの主題による序曲第2番』（露: Увертюра на темы трех русских песен No.2）として無料音楽学校の演奏会で初演された。
その後、改訂され、当初の構想を生かす形で、題名も音画『千年』（露: Музыкальная картинка «1000 лет»）に変更され1869年に出版されたが、バラキレフの一時的な楽壇引退を挟んで、1880年代に入っても更に改訂作業は続き、1890年の出版でようやく現在の形に落ち着いている。

## 編成
フルート3（3はピッコロ持ち替え）、オーボエ2、クラリネット（イ調、および変ロ調）2、ファゴット2、ホルン（ヘ調）4、トランペット（ヘ調）2、トロンボーン2、バストロンボーン、チューバ、ティンパニ、バスドラム、シンバル、タンブリン、トライアングル、タムタム、ハープ2、弦五部

## 曲の構成
三部形式。緩やかな（ラルゲット）序奏と後奏がアレグロの主部を挟む形を採る。これは前作の『3つのロシアの主題による序曲第1番』と同じである。バラキレフがスコアの序に記したとおり、自身が1860年代にヴォルガ地方で採譜した3つの民謡が曲の主題として使われている。
序奏と後奏に登場する第1の主題は婚礼歌「それは風ではない」で、この主題は主部にもあらわれる。アレグロの主部に登場する第2の主題は踊り歌「私は行こう、ツァーリの町へ」、第3の主題は踊り歌「カーチャは楽しそうに牧場へ行く」である。前作同様、主題は交響的に組み合わされ展開されていくが、より手の込んだ劇的な内容となっている。また主部には民謡風の第4の主題も少し用いられている。